# Sven Jungclaus
Sven Jungclaus (* 22. Februar 1975 in Düsseldorf) ist ein deutscher Schneider, Gewandmeister und Autor.

## Werdegang
Jungclaus begann seine beruflichen Werdegang in den 1990er Jahren mit einer Ausbildung zum Damen- und Herrenmaßschneider in Düsseldorf bei Heinz-Josef Radermacher. Nach der Ausbildung stellte er Kostüme für die Musicals Grease und Forever Plaid am Capitol Theater in Düsseldorf und für Die Schöne und das Biest und Tanz der Vampire in Stuttgart her. Anschließend arbeitete er acht Jahre an der Bayerischen Staatsoper in München als Herrenschneider und später als Herrengewandmeister. Es folgten internationale Beschäftigungen als Gewandmeister an der Royal Shakespeare Company in Stratford upon Avon, der Deutschen Oper am Rhein in Düsseldorf und den Salzburger Festspielen, wo er mehrjährig die Leitung der Herrenschneiderei innehatte und erster Herrengewandmeister war.
Im Jahr 2013 eröffnete er eine Maßschneiderei unter dem Namen Gewandmanufaktur in Salzburg und schneidert für Opern-Produktionen wie die Metropolitan Opera in New York City, die Nationalsje Opera in Bergen, das Theater Basel, das Musical Chicago in Stuttgart und Berlin, Het Muziektheater in Amsterdam und das Theater of Nations (ehemaliges Korsch-Theater) in Moskau.
2014 zeichnet Sven Jungclaus für das Kostümdesign und die Herstellung der Kostüme der kleinen Oper 'Operita' Maria de Buenos Aires, von Astor Piazolla, in Salzburg verantwortlich.
Die Verantwortung für Regie und die Musikalische Leitung lagen bei Elisabeth Fuchs.
Seit August 2023 leitet Sven Jungclaus die Kostümabteilung im Salzburger Landestheater.
Er verfasste zahlreiche Bücher in mehreren Sprachen über die moderne und historische Schneiderei.

## Veröffentlichungen

### Deutsche Bücher
- Das Gewand im Mittelalter, BoD, ISBN 978-3-7322-9566-1
- Die Herrenschneiderei, BoD, ISBN 978-3-7543-4137-7
- Die Damenschneiderei, BoD, ISBN 978-3-7504-9614-9
- Die Passform in der Herrenschneiderei, BoD, ISBN 978-3-7568-7416-3
- Handbuch der Herrenschneiderei, Band 1, BoD, ISBN 978-3-7494-2284-5
- Handbuch der Herrenschneiderei, Band 2, BoD, ISBN 978-3-7481-4494-6
- Meisterwissen in der Herrenschneiderei, Band 1, BoD, ISBN 978-3-7568-5022-8
- Hirsch'sches Lehrbuch, Die Zuschneidekunst, BoD, ISBN 978-3-7347-4691-8

### Englische Bücher
- Modern Men’s Tailoring, BoD, ISBN 978-3-7543-4176-6
- Modern Ladies' Tailoring, BOD, ISBN 978-3-7504-9615-6
- The Perfect Fit In Men’s Tailoring, BoD, ISBN 978-3-7568-5793-7
- Guide to men's tailoring, Volume 1, BoD, ISBN 978-3-7526-2282-9
- Guide to men's tailoring, Volume 2, BoD, ISBN 978-3-7526-2288-1
- Expert's Guide To Men’s Tailoring, Volume 1, BoD, ISBN 978-3-7568-5029-7
- Cutter's Practical Guide, Juvenile Garments, Part 1, Herausgeber, ISBN 978-3-7597-9657-8
- Cutter's Practical Guide, Body Coats, Part 2, Herausgeber, ISBN 978-3-7693-2673-4
- Cutter's Practical Guide, Trouser, Breeches & Knickers, Part 3, Herausgeber, ISBN 978-3-7693-1157-0
- Cutter's Practical Guide, Trouser, British Livery Garments, Part 4, Herausgeber, ISBN 978-3-7693-5006-7

### Spanische Bücher
- Sastrería masculina moderna, BoD, ISBN 978-3-7543-7204-3
- Sastrería femenina moderna, BoD, ISBN 978-3-7578-2824-0
- El ajuste perfecto en sastrería masculina, BoD, ISBN 978-3-7568-1806-8
- Guía avanzada de sastrería masculina, BoD, ISBN 978-3-7578-8134-4
- Confección de Sastrería Masculina, Volumen 1, BoD, ISBN 9783759765994